# Keen Games
Keen Games ist ein deutscher Videospiele-Entwickler mit Sitz in Frankfurt am Main. Das Unternehmen wurde im Jahr 2005 als quasi Nachfolger der ehemaligen Gesellschafter des zuvor geschlossenen Neon Studios gegründet. Keen Games ist spezialisiert auf die Entwicklung von Videospielen für aktuelle Konsolen-Hardware.

## Spiele
- Anno 1701: Dawn of Discovery (2007, Nintendo DS)
- Dance Dance Revolution – Disney Channel Edition (2008, PlayStation 2, veröffentlicht nur in Nordamerika)
- Geheimakte Tunguska (2008, Nintendo Wii)
- What’s Cooking with Jamie Oliver (2008, Nintendo DS)
- Geheimakte 2: Puritas Cordis (2009, Nintendo DS & Wii)
- Anno – Erschaffe eine neue Welt (2009, Nintendo DS & Wii)
- Virtual Villagers (2009, Nintendo DS)
- G-Force – Agenten mit Biss (2009, Nintendo DS & PlayStation Portable)
- TNT Racers (2010, Nintendo Wii, Xbox 360, PlayStation 3, PlayStation Portable)
- Sacred 3 (2014, Windows, Xbox 360, PlayStation 3)
- Portal Knights (2016, Windows, Nintendo Switch)
- Enshrouded (2024, Early Access - Steam, später Xbox Series & PlayStation 5)

## Auszeichnungen
- Deutscher Entwicklerpreis 2007 für Anno 1701 – Dawn of Discovery in der Kategorie Bestes Deutsches Handheld Game
- Deutscher Entwicklerpreis 2009 für Anno - Erschaffe eine neue Welt (Nintendo Wii) in der Kategorie Bestes Deutsches Konsolen Spiel
- Deutscher Entwicklerpreis 2016 für Portal Knights in der Kategorie Bestes Online Game[1]
- Deutscher Computerspielpreis 2017 für Portal Knights in der Kategorie Bestes Deutsches Spiel[2]
- Deutscher Entwicklerpreis 2024 in der Kategorie Studio des Jahre und für Enshrouded in den Kategorie Innovationspreis, Bestes Deutsches Spiel, Bestes Gamedesign, Bestes Audiodesign und Beste Technische Leistung[3]
- Deutscher Computerspielpreis 2025 für Enshrouded in der Beste Kategorie Innovation und Technologie[4]
- Deutscher Computerspielpreis 2025 für Enshrouded in der Kategorie Bestes Deutsches Spiel[4]